# Shadi Sadr

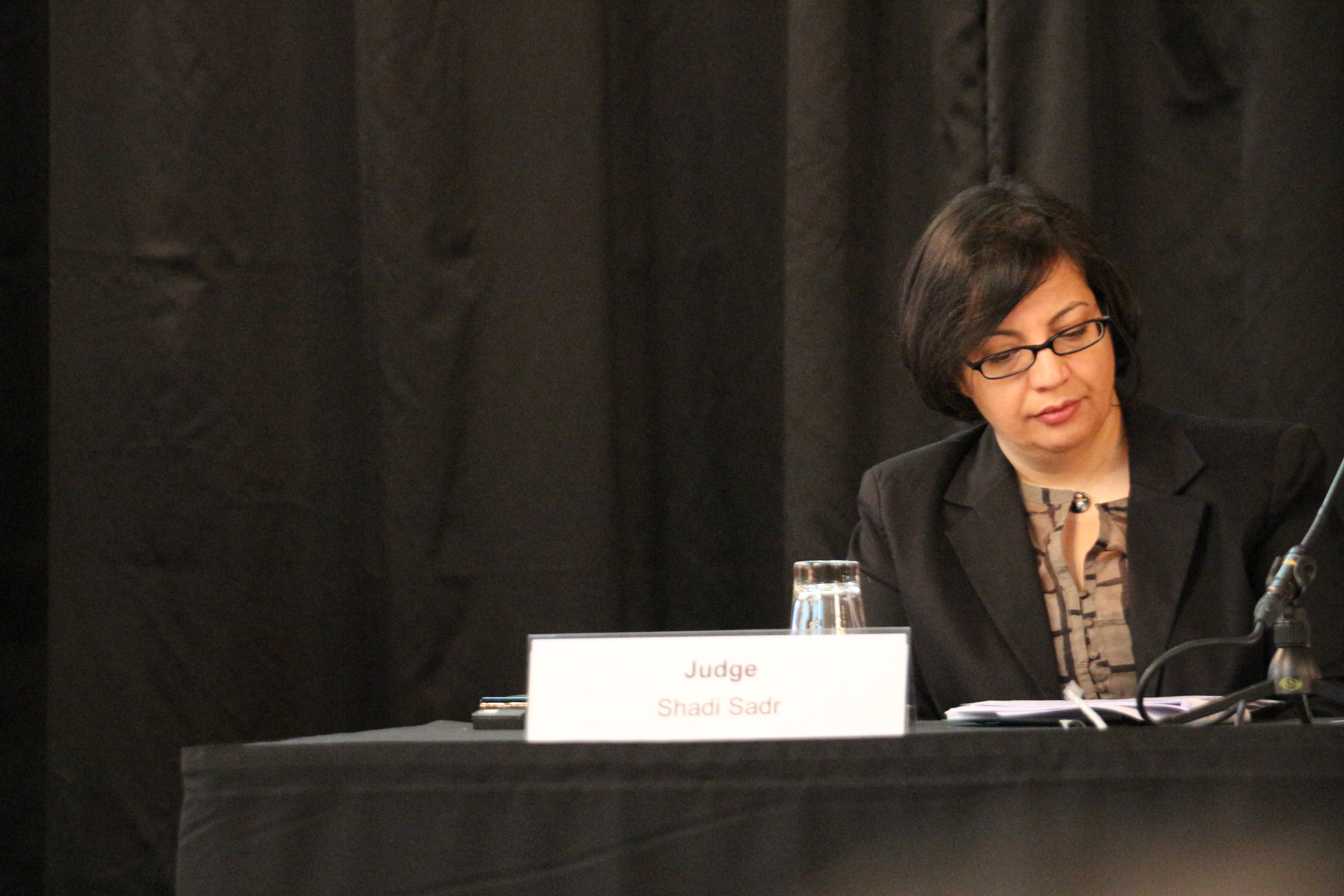
Shadi Sadr beim International People’s Tribunal, November 2015

Shadi Sadr (auf Persisch: شادی صدر; geboren 1974) ist eine seit 2009 im Exil lebende iranische Anwältin, Menschenrechtsaktivistin und Essayistin.
Sadr ist Mitbegründerin und Exekutivdirektorin der Nichtregierungsorganisation Justice for Iran (JFI). In ihrer beruflichen Laufbahn erhielt sie mehrere Auszeichnungen und Ehrungen für ihr juristisches, politisches und menschenrechtliches Engagement innerhalb des Irans. Wegen ihrer Tätigkeit als Menschenrechtlerin und Feministin wurde sie in den Jahren 2007 und 2009 zweimal im iranischen Evin-Gefängnis inhaftiert.

## Leben
Shadi Sadr wurde 1974 geboren und verbrachte ihre Kindheit in der iranischen Hauptstadt Teheran. Als sie fünf Jahre alt war, fand die iranische Revolution statt, an deren Ende die islamische Republik Iran als Theokratie mit Ayatollah Khomeini als religiösem Führer ausgerufen wurde. Durch die verpflichtende Einführung des Hidschāb bereits für Mädchen im Grundschulalter wurden Frauen, in den Worten von Shadi Sadr, „zu Bürgerinnen zweiter Klasse degradiert“.
Sadr machte schon früh die Erfahrung, dass die Lage der Frauen im Iran durch gesetzliche und gesellschaftliche Diskriminierung erschwert wurde. In ihrer Kindheit erlebte sie, dass ihre Mutter ihr das Fahrrad mit der Begründung wegnahm, dies geschehe zu ihrem eigenen Schutz, da es für junge Mädchen im Iran gefährlich sei, frei zu reisen.
Sie nahm die weitreichenden Beschränkungen der Frauenrechte im Iran wie Arbeitsverhinderung, Reisebeschränkungen sowie die Abschaffung des Familienschutzgesetzes als große Ungerechtigkeit wahr und entschied sich, Jura zu studieren, um „die patriarchalen Strukturen verstehen und umgehen zu können“.

## Beruflicher Werdegang
Sadr ging in Teheran zur Schule und studierte an der Universität Teheran Jura. Sie schloss ihren Bachelor in Jura und ihren Master in internationalem Recht im Jahr 1999 ab. Bereits vor ihrem Studium arbeitete sie als Journalistin für verschiedene Zeitungen und Journale. Sadr hat weltweit verschiedene juristische Werke publiziert und ebenso an Universitäten gelehrt. In ihren Publikationen kritisiert sie unter anderem die Politik im Iran und thematisiert Menschenrechte, Frauenrechte sowie das Streben nach Gleichberechtigung.
Weiterhin verteidigte Sadr vor Gericht als Anwältin erfolgreich mehrere zum Tode verurteilte Frauen im Iran und erzielte somit juristisch einige Erfolge. Darüber hinaus ist Sadr Chefredakteurin der Webseite Frauen im Iran. Auch gründete sie Raahi, eine Nichtregierungsorganisation zur Unterstützung und juristischen Beratung hilfsbedürftiger Frauen im Iran, die allerdings im Jahr 2007 von den iranischen Behörden geschlossen wurde.
Im November 2009 konnte Sadr mit Hilfe der Heinrich-Böll-Stiftung nach Deutschland reisen, wo sie 2010 am Forschungskolleg der Goethe-Universität Frankfurt ein sechsmonatiges Projekt zur Rolle der Frau in der neuen Volksbewegung Green Movement im Iran durchführte. Während dieser Zeit lebte sie in Frankfurt und lebt seither im Exil.
2015 fungierte Sadr als Jurymitglied beim International People’s Tribunal („internationales Volks-Tribunal“, IPT). Zwei Jahre später nahm sie wiederum beim Gericht in Myanmar als Jurymitglied teil. Von 2018 bis 2019 unterstützte Sadr ein Gericht beim Prozess um erzwungenen Organhandel an Gefängnisinsassen in China mit ihrer juristischen Arbeit.

## Politische Tätigkeiten
Als Menschenrechtsaktivistin wirkt Sadr insbesondere für Frauen im Iran. Sie gründete im Laufe ihrer Karriere diverse Kampagnen und Organisationen, die sich darum bemühten, Menschenrechtsverletzungen des Staates zu unterbinden und auch die rechtliche Lage für Frauen zu verbessern. Sie war die Verteidigerin mehrerer Menschenrechtsaktivistinnen, darunter Shiva Nazar Ahari, die als Mitglied des Committee of Human Rights Reporters am 14. Juni 2009 festgenommen wurde. Melanne Verveer, die US-Sonderbotschafterin für globale Frauenfragen, teilte mit, Shadi Sadr habe Drohungen, Angriffe und Verhaftungen überstanden, um ihr Leben Menschenrechtsaktivitäten im Iran zu widmen.
Für die Opfer des Erdbebens in Bam im Jahr 2003 half sie bei der Organisation einer Hilfsaktion, welche Lebensmittel und Vorräte zur Verfügung stellte. Sadr wirkte bei der Kampagne Stop Stoning Forever zur Abschaffung der Todesstrafe durch Steinigung mit, welche vor allem Frauen betrifft. Ihr Kampf als Menschenrechtsaktivistin für das Verbot der Steinigung wurde in dem Film Women in Shroud dokumentiert. 2010 gründete sie mit Shadi Amin die Organisation Justice for Iran (JFI), die sich gegen Menschenrechtsverletzungen im Iran einsetzt. Dieses Ziel soll mithilfe der Abschaffung der Straflosigkeit iranischer Beamter erreicht werden. Mehrere Projekte zu inhumanen Verletzungen der Rechte von ethnischen und religiösen Minderheiten, LGBT, Frauen und Personen, die aufgrund ihrer politischen Überzeugung verfolgt werden, wurden von ihr eingerichtet und beaufsichtigt.
In einem Interview auf der Amsterdamer studentischen Interview-Plattform Room for Discussion im Januar 2023 sprach Sadr über den Kampf um Gerechtigkeit im Iran, welcher durch den Tod von Mahsa Amini 2022 mediale Aufmerksamkeit erhalten hatte. Nach dem Tod der 22-Jährigen im Gewahrsam der iranischen Sittenpolizei im September 2022 reagierte nicht nur die iranische Bevölkerung auf die Missachtung der Menschenrechte mit landesweiten Massenprotesten, sondern bewegte auch die ganze Welt dazu. Angesichts dessen ging Sadr im Interview auf die Gewalt des Regimes ein und hob die Bedeutung der neuen jungen Generation, die sich gegen dieses stellt, hervor. Ihr Appell lautet: „Dies ist kein Protest, dies ist eine Revolution.“

## Verhaftung
Wegen ihres intensiven politischen, sozialen und vor allem frauenrechtlichen Engagements steht Sadr seit einigen Jahren unter Beobachtung der iranischen Polizei und Behörden. Sie wurde insgesamt zwei Mal im Evin-Gefängnis im Iran inhaftiert. Das Evin-Gefängnis ist allgemein berüchtigt für die Misshandlung von Inhaftierten und die Verletzung von Menschenrechten der dort Inhaftierten. Sadrs erste Verhaftung fand im Jahr 2007 statt, zwei Jahre darauf folgte die zweite Inhaftierung. 2007 wurde Sadr aufgrund der Teilnahme an einer friedlichen Demonstration 15 Tage inhaftiert. Die Demonstration richtete sich gegen die Verhaftung von fünf iranischen Frauen. Der Grund ihrer zweiten Verhaftung im Jahre 2009 war ebenfalls die Teilnahme an einem Protest gegen die neue Präsidentschaftswahl mit anderen Frauenrechtlerinnen, bei dem sie von Polizisten in Zivilkleidung angegriffen und verschleppt wurde. Sadrs Haft dauerte elf Tage, wobei sie durch eine Kaution freigekauft werden konnte. Als sie aus der zweiten Haft entlassen wurde, floh sie mit Unterstützung der Heinrich-Böll-Stiftung nach Deutschland.
Am 20. Mai 2010 wurde Sadr in Abwesenheit vom islamischen Revolutionsgericht in Teheran auf Grund von „Handlungen gegen die nationale Sicherheit und Beeinträchtigung der rechtlichen öffentlichen Ordnung“ zu einer Freiheitsstrafe von sechs Jahren sowie zu 74 Peitschenhieben verurteilt. Sadr sprach in einem Interview beim Magazin Hunger TV über ihre Zeit während ihrer Inhaftierungen:

“‘They physically tortured other people in front of me to psychologically abuse me, but they didn’t touch me as I was well known within certain circles,’ Sadr tells me, adding that current hallmarks of the country’s regime, including arbitrary confinement, physical interrogations, intimidation and pressurized confessions, were already entrenched practices.”

„‚Sie folterten andere Inhaftierte vor meinen Augen, um mich psychologisch zu misshandeln, berührten mich allerdings nie, da ich in bestimmten Kreisen wohl bekannt war‘, sagt mir Sadr und fügt hinzu, dass gegenwärtig im Iran willkürliche Einsperrungen, Verhöre und Einschüchterung der Inhaftierten schon seit längerer Zeit als gängige Praxis durchgeführt werden.“

## Ehrungen und Auszeichnungen
Aufgrund ihrer humanitären Arbeit und ihres Engagements erhielt Sadr zahlreiche Ehrungen sowie menschenrechtliche Auszeichnungen, darunter 2004 den Ida B. Wells Prize für Mut im Journalismus, 2009 den Lech Walesa Prize und 2009 die Human Rights Defender Tulip. 2010 zeichnete die Law School der Santa Clara University sie mit dem Alexander Law Prize aus. Die Jury lobte vor allem ihren Mut und ihre Selbstaufopferung. Der International Women of Courage Award wurde von der damaligen US-Außenministerin Hillary Clinton 2010 an Shadi Sadr vergeben. Sadr nahm an der Preisverleihung nicht teil, um auf die Inhaftierung von Frauenrechtlerinnen im Iran aufmerksam zu machen. Sie widmete ihren Preis der dort gefangen gehaltenen Shiva Nazar Ahari.
Beim Festival „Movies that Matter“ 2010 erhielt Shadi Sadr den Golden Butterfly Prize. Im Jahr 2013 war sie eine der in 100 Women von der British Broadcasting Corporation porträtierten Frauen. 2018 war Sadr Preisträgerin der jährlichen Porträtausstellungen zum Internationalen Frauentag der Harvard Law School.
Am 23. Mai 2023 wurde Sadr in Berlin stellvertretend für die iranische Zivilgesellschaft, die sich gegen Repressionen der iranischen Führung zur Wehr setzt, mit dem Sonderpreis des vom Magazin Politik & Kommunikation verliehenen Politik-Awards ausgezeichnet. Die Laudatio hielt Bundesaußenministerin Annalena Baerbock.

## Veröffentlichungen
- mit H. Hoodfar: Islamic Politics and Women’s Quest for Gender Equality. In: This World Quarterly 31 (6), 2010, S. 885–903.
- mit A. Shadi: Crime and Impunity. Sexual Torture of Women in Islamic Republic Prisons. Bochum: Aida Book, 2012, ISBN 978-3-944191-90-4.
- mit H. Hoodfar: Islamic politics and women’s quest for gender equality in Iran. In: Cahiers du genre 3, 2012, ISSN 1298-6046, ISBN 978-2-296-56831-0, S. 47–68.
- From Painkillers to cures. Challenges and future of People‘s Tribunals. In: Menachery Paulose, Regina (Hrsg.): People’s Tribunals, Human Rights and the Law. Searching for Justice. New York: Routledge, 2012, ISBN 978-0-367-20006-0, S. 177–194.
- Pushed back to square one. In: International Iran Times 41, 2011, S. 9.
- mit S. Razavi, A. Jenichen, F. Shaheed und H. Hoodfar: Religion and politics. Women trapped. In: Cahiers Du Genre, 2012, S. 5–236.
- Stoned Aimed at US. An Overview of the Discourse and Strategies of the Stop Stoning Forever Campaign. In: awid women’s rights, 2010, S. 1–25.